# 1. stoljeće pr. Kr.
◄ | 2. tisućljeće pr. Kr. | 1. tisućljeće pr. Kr. | 1. tisućljeće | ►
◄ | 3. stoljeće pr. Kr. | 2. stoljeće pr. Kr. | 1. stoljeće pr. Kr. |1. stoljeće | 2. stoljeće | ►
90-ih pr. Kr. | 80-ih pr. Kr. | 70-ih pr. Kr. | 60-ih pr. Kr. | 50-ih pr. Kr. | 40-ih pr. Kr. | 30-ih pr. Kr. | 20-ih pr. Kr. | 10-ih pr. Kr. | 0-ih pr. Kr.
1. stoljeće pr. Kr. je je razdoblje koje je trajalo od 100. pr. Kr. do 1. pr. Kr..

## Osobe
- August, državnik, prvi rimski car
- Gaj Julije Cezar, rimski državnik, vojskovođa i pisac
- Kvint Horacije Flak, rimski pisac
- Marko Tulije Ciceron, rimski govornik i državnik
- Marko Vipsanije Agripa, rimski državnik i vojskovođa
- Pompej Veliki, rimski državnik i vojskovođa
- Publije Vergilije Maron, rimski pisac

## Izumi i otkrića
|  | Zajednički poslužitelj ima još gradiva o temi 1. stoljeće pr. Kr. |